# ميكائيل فورست
ميكائيل فورست (بالفرنسية: Mickaël Forest)‏ هو لاعب اتحاد الرغبي فرنسي، ولد في 9 أغسطس 1975 في شامبيري في فرنسا.

## وصلات خارجية
- ميكائيل فورست عل موقع إسبنسكروم (الإنجليزية)
- ميكائيل فورست على موقع ItsRugby.co.uk (الإنجليزية)